# Ngọc Bảo
Tài tử Ngọc Bảo (tên đầy đủ: Bùi Ngọc Bảo, 8 tháng 2 năm 1926 - 4 tháng 5 năm 2006) là một ca sĩ người Việt Nam dòng nhạc tiền chiến, nổi tiếng từ thập niên 1940. Danh hiệu "Tài tử" được gắn liền với tên ông do vào năm 1951, ông là người Việt Nam đầu tiên được hãng đĩa Pathé-Marconi mời sang Pháp thu 20 bài hát cùng dàn nhạc Guy Théven.

## Cuộc đời
Tài tử Ngọc Bảo cho biết ông sinh năm 1926 (có nguồn lại đề năm 1925) tại làng Thanh Liệt, huyện Thanh Trì, Hà Nội, có cha là ông Bùi Xuân Thắng, chủ bút báo Đông Pháp. Ông chịu ảnh hưởng từ mẹ là bà Nguyễn Thị Quy - người hát ả đào lừng danh miền Bắc Việt Nam, từ đó nghệ thuật dân tộc thấm vào ông. Tuy không qua trường lớp đào tạo nào về âm nhạc, nhưng ông đã xuất hiện trên sân khấu từ khi còn rất trẻ. Mới 6 tuổi, ông đã hát được ca trù và chèo. Năm 10 tuổi, ông ra Hà Nội theo học ở trường Madelon trên phố Hàng Đẫy. Vì quá mê tài tử Tino Rossi nên ông thường trốn học đi bộ tới phòng trà Thiên Phúc ở phố Hàng Gai để nghe tiếng hát của Tino. Chính giọng của Tino Rossi là động lực thúc đẩy ông bước vào con đường ca hát. Năm 1947, người ta bắt đầu biết đến ông qua màn biểu diễn bài "Em đến thăm anh một chiều mưa" của Tô Vũ tại chính phòng trà Thiên Phúc.
Giọng hát của ông gây ấn tượng với người nghe qua những ca khúc trữ tình, lãng mạn của các tác giả Văn Cao, Đặng Thế Phong, Đoàn Chuẩn - Từ Linh, Dzoãn Mẫn, Tô Vũ,... Ông rất thường hát "Đêm đông" (Nguyễn Văn Thương), "Giọt mưa thu" (Đặng Thế Phong, lời Bùi Công Kỳ) và "Biệt ly" (Dzoãn Mẫn). Giọng hát Ngọc Bảo hết sức ăn khách, việc lo liệu tài chính ông phó thác cho vợ để chỉ chuyên tâm đi hát, diễn cho cả Hoàng đế Bảo Đại nghe. Bình quân một đêm diễn của ông thu về 15 đến 20 lượng vàng. Năm 1949, ông diễn ba đêm liền tại rạp Nguyễn Văn Hảo ở Sài Gòn, thu được 80 lượng vàng.
Năm 1951, ông là người Việt Nam đầu tiên được hãng đĩa Pathé-Marconi mời sang Paris, Pháp thu 20 bài hát cùng dàn nhạc Guy Théven; một số tiết mục là: "Nỗi lòng" (Nguyễn Văn Khánh), "Túi đàn" (Canh Thân), "Khúc ca mùa hè" (Canh Thân), "Đường về" (Hoàng Trọng, lời Quang Khải), "Lạnh lùng" (Hoàng Trọng, lời Quách Đàm), "Ngàn cánh chim về" (Thẩm Oánh),... Các chuyên gia Pháp thấy ông có dáng dấp phong lưu như tài tử điện ảnh nên gọi ông là Tài tử. Kể từ đó, danh hiệu này đã gắn liền với ông trên các bìa đĩa hay báo chí. Ông còn thu âm cho nhiều hãng khác như Philips, Viễn Đông, Polyphon,...
Thời kỳ kháng chiến chống Pháp, ông đã gia nhập đoàn kịch Sao Vàng do nhạc sĩ Đỗ Nhuận làm chủ nhiệm.
Ông thể hiện khả năng cảm thụ âm nhạc cao và tận tụy với từng bài nhạc, có thể dành nửa năm để tập luyện một bài hát. Thậm chí ông dành hai năm để luyện Bài "Đợi anh về" (nhạc Văn Chung, Tố Hữu dịch thơ Simonov) nhưng vẫn không thật ưng ý.
Ngọc Bảo nói rằng ông có ba người tình. Người thứ nhất là nhạc Pháp, nhạc tiền chiến. Người tình thứ hai là hàng triệu thính giả. Người thứ ba là vợ ông. Họa sĩ Hoàng Lập Ngôn có lần nói rằng típ người tài tử như Ngọc Bảo nhiều chục năm mới có một. Nhà nghiên cứu văn hóa Vũ Khiêu tặng ông câu đối: "Tiếng ngọc ngàn năm là quốc bảo / Tuổi vàng tám chục giữa xuân hoa ".
Sau khi nhạc tiền chiến được chính quyền cho phép phổ biến trở lại, ông có thực hiện các album là Lời du tử (1998) và Ký ức đêm (2005) do Hồ Gươm Audio – Video phát hành. Album Ký ức đêm được làm xong chỉ không lâu trước khi ông mất. Nửa đầu thập niên 2000, ông có xuất hiện trên truyền hình trong chương trình Ký ức thời gian của đài VTV, biểu diễn nhạc phẩm "Mơ hoa" của Hoàng Giác. Dù tuổi đã cao nhưng ông thể hiện niềm đam mê âm nhạc rất lớn: "60 tuổi mới ở ngưỡng dậy thì, 70 tuổi chập chững mới lớn và 80 mới là ngưỡng trưởng thành."
Tài tử Ngọc Bảo mắc bệnh ung thư phổi và mất vào hồi 15 giờ ngày 4 tháng 5 năm 2006. Lúc sinh tiền, ông từng kể về sự yêu thích đối với nhiều loại thuốc lá.